# 撸起袖子加油干

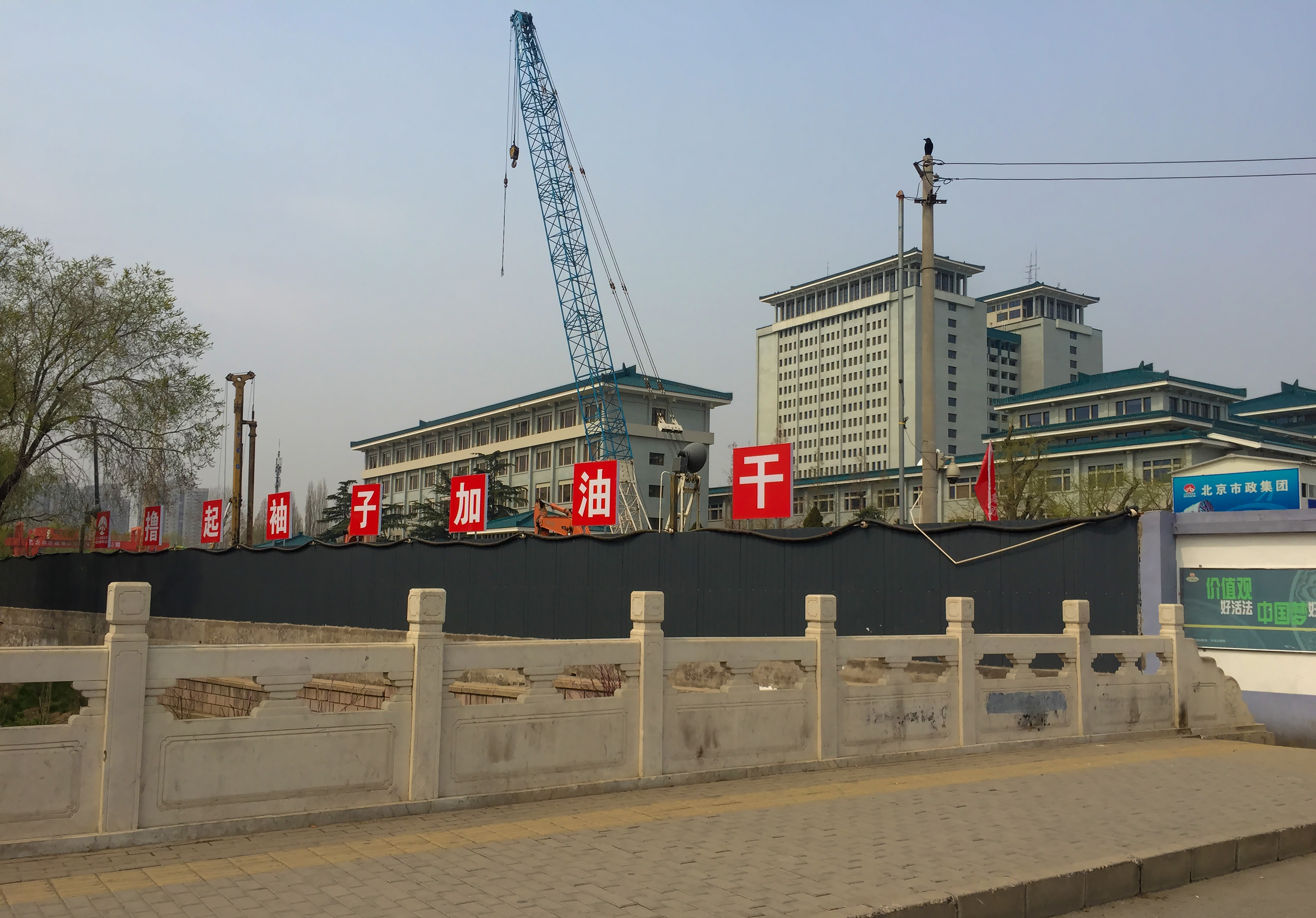
2017年3月，北京地铁16号线国家图书馆站工地围挡上的“撸起袖子加油干”标语

撸起袖子加油干（也有媒体简称为撸袖幹）是中共中央总书记兼中国国家主席习近平在2017年新年贺词中提出的一个口号。

## 背景
2016年12月31日中共中央总书记、国家主席、中央军委主席习近平在北京发表了2017年新年贺词，提到了“只要我们13亿多人民和衷共济，只要我们党永远同人民站在一起，大家撸起袖子加油干，我们就一定能够走好我们这一代人的长征路。”
次日，官媒人民日报旗下人民网发表评论文章称“撸起袖子加油干”是为了实现四个全面、中国梦等设想的奋斗口号。新华社也在同日发表文章写道：“撸起袖子加油干”是这个时代赋予党的使命。

## 传播
- 在习近平发表完新年贺词后全国各地党政宣传部门和媒体均开始使用该口号。
- 中国传媒大学新闻传播学部学生为该口号设计制作了微信表情包“学习锦句”，表情包选取了习近平重要讲话中的16个常见短语作为动态表情，“撸起袖子加油干”亦为其中之一[6]。人民网称该表情包好评如潮、“社交媒体平台呈现‘刷屏’态势”，是表情包界的“一股清流”。[7]
- 2017年5月，湖南卫视以该口号为主题，制作了名为「加油干，更青春」的频道视觉标识，并将频道标语同步改为「加油干，更青春」。
- 2017年9月，中国中央电视台广告经营管理中心以该口号为主题，制作了公益广告片《撸起袖子加油干》[8]。

## 恶搞
2017年2月，内蒙古自治区质监局局长、党组书记张海顺在会议上调侃此口号，将其改为“撩起裙子使劲干”并重复强调，传出后引发当局不满而被免职。

## 批评
重庆师范大学副教授唐云曾批评“撸起袖子加油干”极为低俗，破坏汉语的优美，成为其被解雇的动因之一。